# ベーテ・サルピータ方程式
ベーテ・サルピータ方程式 (Bethe–Salpeter equation) は、ハンス・ベーテとエドウィン・サルピータに因む方程式で、量子場理論的な二体系（二粒子系）の束縛状態を相対論的に共変な形式で記述する。この方程式は実は南部陽一郎の1950年の論文において発表されていたが、導出を欠いていた。

ベーテ・サルピータ方程式のファインマンダイアグラム

その一般性と理論物理学の様々な分野への応用可能性から、ベーテ・サルピータ方程式は様々な形で表われる。そのうちの一つは、高エネルギー物理学において非常によく用いられるもので、次の形をしている。
{\displaystyle \Gamma (P,p)=\int {\frac {\mathrm {d} ^{4}k}{(2\pi )^{4}}}\;K(P,p,k)\,S(k-P/2)\,\Gamma (P,k)\,S(k+P/2)}
ここで、Γ はベーテ・サルピータ振幅、K は相互作用、S は関与する二つの粒子のプロパゲーターである。
量子論では、束縛状態とは無限の寿命を持つ状態であり（でなければ共鳴と呼ばれる）、したがって構成粒子は無限の回数相互作用を行うこととなる。二つの構成粒子の間に起こり得る全ての相互作用を無限回足し上げることにより、ベーテ・サルピータ方程式は束縛状態の物性を計算するツールとして使うことができる。その解、ベーテ・サルピータ振幅は問題の束縛状態の記述である。
S行列の極による束縛状態の特定を通じて導出することができるため、散乱過程の量子論的記述とグリーン関数と関連付けることができる。
ベーテ・サルピータ方程式は量子場理論における汎用的ツールであり、量子場理論のどんな領域にも応用がある。例として、電子・陽電子対の束縛状態であるポジトロニウムや励起子（電子・正孔対の束縛状態）、クォーク・反クォークの束縛状態である中間子などが挙げられる。
ポジトロニウムのような単純な系でさえ、この方程式は厳密に解くことはできないが、形式的な厳密解を得ることはできる。幸い、状態の分類は厳密解を得なくても行うことができる。片方の粒子がもう片方の粒子よりも非常に質量が大きい場合、問題は相当に単純化することができ、軽い方の粒子のディラック方程式を重い方の粒子が作る外部ポテンシャルの下で解くことに帰着する。

## 導出
ベーテ・サルピータ方程式の導出の出発点は、二つの粒子（もしくは4点）の運動量空間上のダイソン方程式
{\displaystyle G=S_{1}\,S_{2}+S_{1}\,S_{2}\,K_{12}\,G}
である。G は二粒子グリーン関数 {\displaystyle \langle \Omega |\phi _{1}\,\phi _{2}\,\phi _{3}\,\phi _{4}|\Omega \rangle }、S は自由プロパゲーター、K は相互作用カーネルであり、二粒子間の可能な全ての相互作用が含まれる。重要なステップは、ここで束縛状態がグリーン関数の極として現れるという仮定である。二つの粒子が会合して質量 M の束縛状態を成し、この状態で自由に伝播した後、解離し二つの構成粒子にもどると仮定する。ここで、ベーテ・サルピータ波動関数  {\displaystyle \Psi =\langle \Omega |\phi _{1}\,\phi _{2}|\psi \rangle } を導入する。これは二つの構成粒子 {\displaystyle \phi _{i}} から束縛状態 {\displaystyle \psi } への遷移振幅であり、これを用いてグリーン関数を極の近傍で次のように近似できる。
{\displaystyle G\approx {\frac {\Psi \;{\bar {\Psi }}}{P^{2}-M^{2}}},}
ここで K は系の総運動量である。この運動量が等式 P2 = M2（四元運動量 Pμ = (E/c, p→) の二乗ノルム P2 = PμPμ）を満たすところ、つまりアインシュタインのエネルギー運動量関係が満たされるところに、4点グリーン関数は極を持つ。この近似式を上記のダイソン方程式に代入し、総運動量 P をエネルギー運動量関係を満たすよう決めると、両辺に極が現われる。
{\displaystyle {\frac {\Psi \;{\bar {\Psi }}}{P^{2}-M^{2}}}=S_{1}\,S_{2}+S_{1}\,S_{2}\,K_{12}{\frac {\Psi \;{\bar {\Psi }}}{P^{2}-M^{2}}}}
残余を比較すると、次の式を得る。
{\displaystyle \Psi =S_{1}\,S_{2}\,K_{12}\Psi }
これは既に、ベーテ・サルピータ波動関数を用いて書き下したベーテ・サルピータ方程式になっている。上記の形式の方程式を得るには、ベーテ・サルピータ振幅 Γ
{\displaystyle \Psi =S_{1}\,S_{2}\,\Gamma }
を導入して
{\displaystyle \Gamma =K_{12}\,S_{1}\,S_{2}\,\Gamma }
を得る。この式は上記の方程式を明示的に運動量に依存する形式で書き下したものである。

## ラダー近似

ラダー近似の下のベータ・サルピータ方程式のファインマンダイアグラム

原理的には K は、二つの構成粒子の間に起こり得る全ての二粒子既約相互作用を含んでいる。したがって、実用的な計算を行うにはこれをモデル化し、そのうちの一部のみを選択する必要がある。量子場理論の枠組みでは、相互作用は粒子の交換（たとえば量子電磁力学では光子の交換、量子色力学ではグルーオンの交換）により記述されるため、最も単純な(最低次の)相互作用は媒介粒子を一つだけ交換するものとなる。
ベーテ・サルピータ方程式は相互作用を無限回足し上げるので、相互作用カーネルとして最低次の1粒子交換のみ考えると、結果としてファインマンダイアグラムはラダー（はしご）状になる。この近似をラダー近似という。
量子電磁力学ではラダー近似は単純すぎて様々な問題があり、クロスラダー項を含める必要が生じるのに対して、量子色力学の場合は、この近似がカイラル対称性の破れを考慮しており、ハドロン質量の生成の重要部分をふまえているため、ハドロンの質量の計算に非常によく用いられる。

## 正規化
どんな斉次方程式もそうであるように、ベーテ・サルピータ方程式の解は定数倍の任意性を持つ。この係数は特定の正規化条件により決定される。ベーテ・サルピータ振幅の場合、確率保存条件（量子力学における波動関数の正規化条件と類似している）を要求することが多く、この条件は次の等式で表される。
{\displaystyle 2P_{\mu }={\bar {\Gamma }}\left({\frac {\partial }{\partial P_{\mu }}}\left(S_{1}\otimes S_{2}\right)-S_{1}S_{2}\left({\frac {\partial }{\partial P_{\mu }}}K\right)S_{1}S_{2}\right)\Gamma }
束縛状態の電荷とエネルギー運動量テンソルを正規化した場合も同じ式が得られる。ラダー近似の下では相互作用カーネルはベーテ・サルピータ振幅の総運動量に依存しないので、上の条件式の第二項は消える。

## ベーテ・サルピータ方程式をサポートするソフトウェア
- BerkeleyGW –平面波擬ポテンシャル法
- YAMBO（英語版） –平面波
- ExC -平面波
- ABINIT –平面波